# Roncey
Roncey és un municipi francès situat al departament de la Manche i a la regió de Normandia. L'any 2007 tenia 785 habitants.

## Demografia

### Població
El 2007 la població de fet de Roncey era de 785 persones. Hi havia 326 famílies de les quals 106 eren unipersonals (29 homes vivint sols i 77 dones vivint soles), 102 parelles sense fills, 98 parelles amb fills i 20 famílies monoparentals amb fills.
La població ha evolucionat segons el següent gràfic:
Habitants censats

### Habitatges
El 2007 hi havia 409 habitatges, 334 eren l'habitatge principal de la família, 56 eren segones residències i 20 estaven desocupats. 401 eren cases i 5 eren apartaments. Dels 334 habitatges principals, 194 estaven ocupats pels seus propietaris, 139 estaven llogats i ocupats pels llogaters i 2 estaven cedits a títol gratuït; 22 tenien dues cambres, 48 en tenien tres, 113 en tenien quatre i 151 en tenien cinc o més. 299 habitatges disposaven pel capbaix d'una plaça de pàrquing. A 162 habitatges hi havia un automòbil i a 124 n'hi havia dos o més.

### Piràmide de població
La piràmide de població per edats i sexe el 2009 era:
| Homes | Edats   | Dones |
| ----- | ------- | ----- |
| 0     | 95 o +  | 0     |
| 4     | 90 a 94 | 0     |
| 4     | 85 a 89 | 20    |
| 8     | 80 a 84 | 12    |
| 12    | 75 a 79 | 8     |
| 12    | 70 a 74 | 36    |
| 24    | 65 a 69 | 24    |
| 24    | 60 a 64 | 28    |
| 16    | 55 a 59 | 12    |
| 24    | 50 a 54 | 12    |
| 36    | 45 a 49 | 28    |
| 44    | 40 a 44 | 24    |
| 20    | 35 a 39 | 32    |
| 12    | 30 a 34 | 12    |
| 20    | 25 a 29 | 32    |
| 36    | 20 a 24 | 12    |
| 24    | 15 a 19 | 36    |
| 16    | 10 a 14 | 44    |
| 28    | 5 a 9   | 20    |
| 8     | 0 a 4   | 20    |

## Economia
El 2007 la població en edat de treballar era de 432 persones, 309 eren actives i 123 eren inactives. De les 309 persones actives 283 estaven ocupades (169 homes i 114 dones) i 26 estaven aturades (10 homes i 16 dones). De les 123 persones inactives 39 estaven jubilades, 33 estaven estudiant i 51 estaven classificades com a «altres inactius».

### Ingressos
El 2009 a Roncey hi havia 347 unitats fiscals que integraven 824,5 persones, la mediana anual d'ingressos fiscals per persona era de 14.269 €.

### Activitats econòmiques
Dels 34 establiments que hi havia el 2007, 1 era d'una empresa alimentària, 2 d'empreses de fabricació d'altres productes industrials, 5 d'empreses de construcció, 9 d'empreses de comerç i reparació d'automòbils, 6 d'empreses de transport, 3 d'empreses d'hostatgeria i restauració, 2 d'empreses financeres, 1 d'una empresa immobiliària, 2 d'empreses de serveis, 1 d'una entitat de l'administració pública i 2 d'empreses classificades com a «altres activitats de serveis».
Dels 10 establiments de servei als particulars que hi havia el 2009, 1 era una oficina de correu, 1 una oficina bancària, 1 taller de reparació d'automòbils i de material agrícola, 1 autoescola, 1 paleta, 2 fusteries, 1 electricista, 1 perruqueria i 1 restaurant.
Dels 4 establiments comercials que hi havia el 2009, 1 era una botiga de més de 120 m², 1 una botiga de menys de 120 m² i 2 carnisseries.
L'any 2000 a Roncey hi havia 40 explotacions agrícoles que ocupaven un total de 828 hectàrees.

## Equipaments sanitaris i escolars
L'únic equipament sanitari que hi havia el 2009 era una farmàcia.
El 2009 hi havia una escola elemental.

## Poblacions més properes
El següent diagrama mostra les poblacions més properes.